# Mármore de Paros

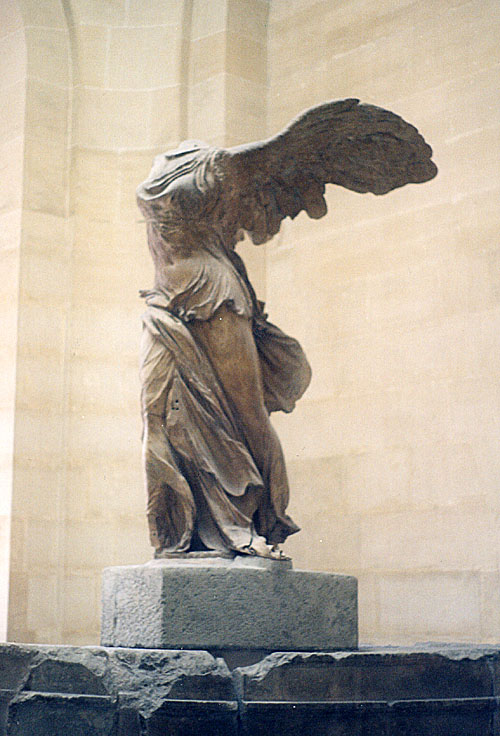
A tão famosa estátua da Vitória de Samotrácia foi esculpida com o mármore de Paros

O mármore de Paros é uma variedade de mármore altamente apreciada pela brancura, fineza e semitransparência. Foi explorado nas pedreiras daquela ilha grega para ser utilizado na construção de edifícios públicos e templos, e na elaboração de esculturas pelos gregos da era clássica. As pedreiras originais, exploradas a partir do século VI a.C., ainda podem ser vistas no pico central da ilha.
Algumas das maiores obras-primas gregas foram confeccionadas com aquele mármore, como a tão famosa Vitória de Samotrácia, hoje no Museu do Louvre.
A ilha de Paros era a terra de numerosos escultores, como Agorácrito – que trabalhou na Acrópole de Atenas –, e Escopas – que trabalhou no Mausoléu de Halicarnasso.